# Memet Kiliç

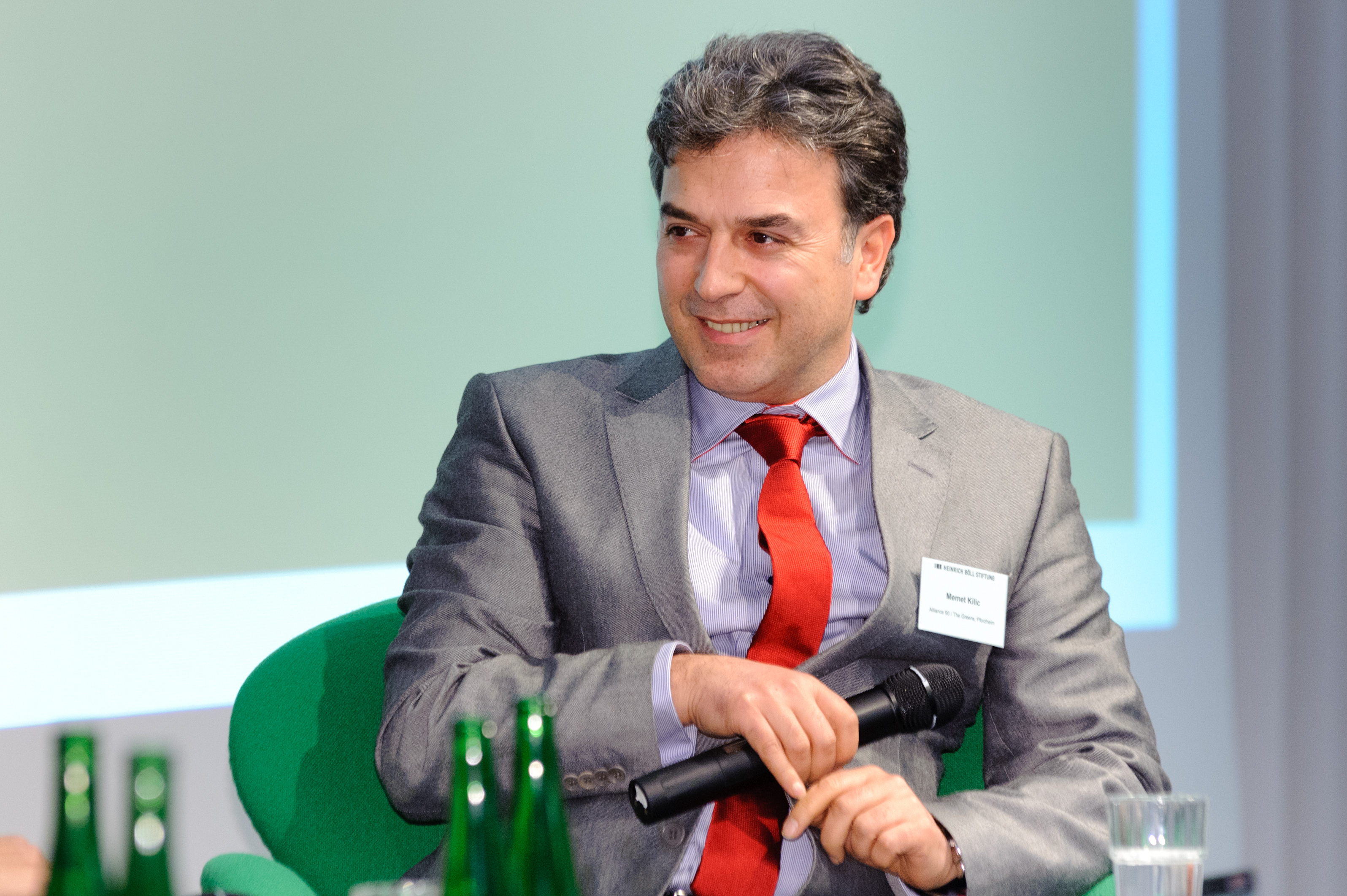
Memet Kılıç (2011)

Memet Kiliç, auch Memet Kılıç (* 24. Januar 1967 in Malatya, Türkei), ist ein deutscher Jurist und Politiker (Bündnis 90/Die Grünen). Von 2009 bis 2013 war er Mitglied des Deutschen Bundestages.

## Tätigkeiten
Kılıç arbeitete bis 2023 in einer Heidelberger Anwaltskanzlei, die auf internationales Privatrecht, Europarecht und Ausländerrecht spezialisiert ist. Er ist Mitglied der Rechtsanwaltskammern in Karlsruhe und Ankara. Seine juristische Ausbildung erhielt er an der Universität Ankara und der Ruprecht-Karls-Universität Heidelberg, wo er auch den Master of Laws erwarb.
Von 2004 bis 2009 vertrat er die Grünen im Gemeinderat der Stadt Heidelberg. Kılıç ist in der Deutsch-Türkischen Juristenvereinigung und im Expertenkomitee für Migration des Europarates. Er war von 1998 bis 2008 im Rundfunkrat des Südwestrundfunks und von 2000 bis 2009 Mitglied im Beirat für Fragen der Inneren Führung der Bundeswehr. Neben juristischen Fachbeiträgen veröffentlichte Kılıç auch zahlreiche politische Aufsätze und Beiträge in diversen regionalen und überregionalen Medien.
Memet Kılıç kandidierte als Bürger mit deutscher und türkischer Staatsangehörigkeit sowohl bei der Bundestagswahl 2005 als auch bei der Bundestagswahl 2009 im Wahlkreis Pforzheim für Bündnis 90/Die Grünen. 2009 wurde er über die Landesliste Baden-Württemberg in den Bundestag gewählt. Er war Mitglied des Innenausschusses und des Petitionsausschusses. Bei der Bundestagswahl 2013 wurde er nicht wiedergewählt. Bei der Bundestagswahl 2017 kandidiert er im Wahlkreis Rhein-Neckar.

## Positionen
Kılıç ist alevitisch.
Im März 2010 lehnte Kılıç eine Einladung des türkischen Ministerpräsidenten Erdoğan zu einer Veranstaltung der türkischen Regierung nach Istanbul ab, die türkeistämmige Politiker in Deutschland zu mehr politischem Einsatz für die Interessen der Republik Türkei motivieren sollte, und begründete seine Ablehnung: „Ich habe den Rahmen für die Veranstaltung nicht gesehen. Es war ein Treffen türkischer Vertreter und ich sehe mich in erster Linie als Abgeordneter des deutschen Bundestags. Da passte ich also nicht rein.“
Kılıç äußerte sich im Februar 2012 ablehnend zur anstehenden Wahl von Joachim Gauck in das Amt des Bundespräsidenten. Gauck habe mit seinem Lob für Sarrazin Vertrauen zerstört. „Wir brauchen echte Integrations- und keine populistischen Debatten“, äußerte er in der Frankfurter Rundschau.
Das Urteil des Landgerichts Köln zu einem Einzelfall zur Strafbarkeit von medizinisch nicht indizierten Beschneidungen von Jungen aus religiösen Gründen nannte Kılıç im Juni 2012 „einen Denkanstoß, der der Justiz in einem säkularen Staat durchaus zukommt“ und appellierte an die Religionsgemeinschaften, sich an der gesellschaftlichen Diskussion darüber zu beteiligen, ob es nicht sinnvoll wäre, mit Beschneidungen bis zur Religionsmündigkeit der Jungen abzuwarten. In Bezug auf seine eigenen Söhne äußerte er, es könne besser sein, wenn sie in späteren Jahren selbst entscheiden dürften, ob sie das Merkmal der muslimischen Religion tragen wollen oder nicht. Im Petitionsausschuss des Bundestages beschäftige man sich damit, ob man Pferde brandmarken müsse oder ob es nicht mildere Verfahren gäbe. Daher müsste die Frage nach der Beschneidung kleiner Jungen auch kein Tabu sein. Kritik von religiöser Seite, ein gesetzliches Beschneidungsverbot würde jüdisches oder muslimisches Leben in Deutschland in Zukunft unmöglich machen, wies Kılıç zurück. Dies sei eine „große Keule“, mit der die Debatte über die Zulässigkeit der Beschneidung abgewürgt werden solle. Kilic unterstützte einen fraktionsübergreifenden Gesetzesentwurf (17/11430), den eine Gruppe von über 50 Bundestagsabgeordneten am 8. November 2012 einbrachte.
Anlässlich der Proteste in der Türkei 2013 forderte Kılıç gemeinsam mit Cem Özdemir und anderen Politikern der Grünen den türkischen Ministerpräsidenten Recep Tayyip Erdoğan in einem offenen Brief auf die Gewalt zu beenden und Meinungsfreiheit in der Türkei zuzulassen. „Diese sinnlose Gewalt gegenüber Menschen, die friedlich ihre Bürgerrechte wahrnehmen, muss ein Ende haben. Die gewählte Regierung eines demokratischen Landes, das sich um einen Beitritt zur Europäischen Union bemüht, sollte dies nicht anders sehen und schon gar nicht Gewalt gegen ihre Bürger achselzuckend hinnehmen oder diese gar veranlassen.“
Gegen Memet Kılıç ist Mitte Dezember 2019 ein Prozess wegen „Präsidentenbeleidigung“ begonnen worden, gegen ihn wurde von einem Richter in Ankara ein Fahndungsbefehl erlassen. Erdogans Anwälte verlangen seine Festnahme in Deutschland. Die Oberstaatsanwaltschaft bezeichnet in ihrer Anklageschrift mehrere Aussagen von Kılıç in einem Interview mit der türkischen Internetzeitung „ABC Gazatesi“ aus dem Juli 2017 als „beleidigend“ für das türkische Staatsoberhaupt. In dem Interview hatte Kılıç unter anderem gesagt: „Der Schaden, den Erdogan der Türkei zugefügt hat, ist untragbar.“ Und: „Ich bin als Politiker mit türkischen Wurzeln sehr traurig darüber, dass mein Land in diese Lage gebracht wurde und bezeichne diejenigen, die es in diese Lage gebracht haben, als Vaterlandsverräter“.

## Veröffentlichungen (Auswahl)

### Juristische Fachbuchbeiträge
- Eherecht in Europa. Hrsg. Süß/Ring, Zerb Verlag und Nomos Verlag, 2006, ISBN 3-935079-30-3; Nomos, ISBN 3-8329-1419-6.
- Erbrecht in Europa, Hrsg. Süß/Haas, Zerb Verlag und Nomos Verlag, 2004, ISBN 3-935079-10-9.
- Auswirkungen der deutschen Staatsangehörigkeitsreform. Hrsg. von Deutsch-Türkische Juristenvereinigung e. V., Berlin 2002, S. 33–47. (Berlin Verlag, ISBN 3-8305-0305-9).
- Touristen oder Migranten. In: Neue Regierung – neue Ausländerpolitik? Hrsg. von Barwig/Brinkmann/Heilbronner/Huber/Kreuzer/Lörcher/Schuchmacher, Nomos Verlag, 1999, S. 33–46.
- Die Zollunion zwischen der Europäischen Gemeinschaft und der Türkei. (Magisterarbeit), veröffentlicht von T.C. Basbakanlik Hazine ve Disticaret Müstesarligi, Ankara 1993.

### Juristische Zeitschriftenaufsätze
- Alman Avukatlik Kanunu´nun Bazi Hükümlerine Kisa Bir Bakis. In: Çagdas Hukuk (Zeitschrift von „Çagdas Hukukçular Dernegi“) v. 5–6/1993, S. 36 ff.
- Türk Aile Hukukunda Yapilan Reform, Kadin-Erkek Esitligine Giden Yolu Açiyor. In: Çagdas Hukuk (Zeitschrift von „Çagdas Hukukçular Dernegi“) v. 7–8/1993, S. 45 ff.
- Die Reform im türkischen Familienrecht bahnt den Weg zur Gleichberechtigung in: FamRZ 11/1993, S. 1282 ff.
- Deutsch-türkische Doppelstaatsangehörigkeit? In: StAZ. 3/1994, S. 73 ff.
- Anerkennung und Vollstreckung ausländischer Scheidungsurteile durch türkische Gerichte. In: IPRax, 6/1994, S. 477 ff.
- Rechtsfragen einer deutsch-türkischen Doppelstaatsangehörigkeit. In: Zeitschrift für Türkeistudien (ZfTS). 1/1994, S. 59 ff.
- Die Einordnung der Durchsuchung einer Rechtsanwaltskanzlei aus Sicht des Art. 8 der Europäischen Menschenrechtskonvention. In: Zeitschrift der Anwaltskammer Manisa. 1/1996, S. 15 ff.
- Das Wahlrecht der Auslandstürken. In: Zeitschrift für Türkeistudien (ZfTS). 2/1996, S. 207 ff.
- Migranten: Unerwünscht (Das Ausländergesetz entspricht nicht der Realität). In: Interkulturelle Gesellschaft und Citizenship. Hrsg.: Heinrich-Böll-Stiftung, Berlin 2002, S. 15 f. (mit Beiträgen von Rita Süssmuth, Dieter Oberndörfer, Barbara John und Memet Kılıç).
- Neues Zuwanderungsgesetz – neue Asylgründe? In: nah&fern (Ein Material- und Informationsdienst für Ökumenische Ausländerarbeit), Februar 28/2003, S. 28–31.
- Verantwortung der öffentlich-rechtlichen Rundfunkanstalten bei der Integration von Migranten. In: Zeitschrift für Medien- und Kommunikationsrecht (AfP), 1-2003.

## Nachweise
1. ↑  Homepage von Memet Kılıç
2. ↑  Heidelberger Gemeinderat 2009
3. ↑  Abgeordnetenbiografie auf bundestag.de (Memento vom 3. Juni 2013 im Internet Archive)
4. ↑  "Möglichkeit statt Zwang" (Memento vom 27. März 2013 im Internet Archive), mitmischen.de
5. ↑  Mitglieder des Innenausschuss. Abgerufen am 22. Dezember 2019.
6. ↑  Mitglieder des Petitionsausschusses. Abgerufen am 22. Dezember 2019.
7. ↑  Der Bundeswahlleiter: Wahl zum 18. Deutschen Bundestag am 22. September 2013 Heft 2: Vorläufige Ergebnisse nach Wahlkreisen, (Memento vom 2. Oktober 2013 im Internet Archive) (PDF; 9,2 MB) S. 282
8. ↑  http://leimenblog.de/memet-kilic-ist-gruener-bundestagskandidat-im-wahlkreis-rhein-neckar/
9. ↑  Aleviten – die anderen Türken in Deutschland. In: Die Welt. 4. März 2011 (welt.de).
10. ↑  Aufregung um Treffen in Istanbul – Erdogan umgarnt deutsch-türkische Politiker. In: Der Spiegel vom 17. März 2010.
11. ↑  Grünen-Politiker behalten sich Ablehnung von Gauck vor (Memento vom 23. Februar 2012 im Internet Archive) Tagesschau.de, 21. Februar 2012. Abgerufen am 21. Februar 2012.
12. ↑  Landgericht Köln, 151 Ns 169/11
13. ↑  Urteil des Landgerichts Köln: Beschneidung von Jungen aus religiösen Gründen ist strafbar Süddeutsche Zeitung, 26. Juni 2012. Abgerufen am 26. Juli 2012.
14. ↑  „Der Politik fehlt wohl der Mut“, Stuttgarter Zeitung vom 6. Juli 2012, abgerufen am 15. Juli 2012.
15. ↑  Gesetzentwurf zur Beschneidung. „Die Diskussion wird abgewürgt“ . In: Stuttgarter Zeitung, 29. September 2012. Abgerufen am 29. September 2012.
16. ↑  PDF (18 Seiten)
17. ↑  Cem Özdemir: Offener Brief an den türkischen Ministerpräsidenten (Memento vom 3. Dezember 2013 im Internet Archive)
18. ↑  „Fahndungsbefehl gegen Grünen-Politiker Kilic“, Neues Deutschland, 17. Dez. 2019